# Echtzeit-Lokalisierung
Echtzeit-Lokalisierung (engl. Real-time locating), ein Begriff aus der Funknavigation bzw. Funkortung, ist zunächst die Ortsbestimmung eines identifizierten Objekts an einem zunächst unbekannten Ort ohne nähere Feststellung der zugehörigen Orientierung. Damit können Lage und Aufenthalt von Objekten, Fahrzeugen oder Personen bestimmt und mit der Identität verknüpft werden.

## Lokalisierung
Die Ortsbestimmung erfordert ein genau definiertes terrestrisches Koordinatensystem – z. B. geographische Koordinaten oder das WGS84-System der GPS-Satelliten. Die zu ortenden Positionen können fest oder in Bewegung sein.
Die Ortung erfolgt im Allgemeinen fortlaufend, wobei der Zeitabstand zwischen der Ortsänderung eines bewegten Objekts und dem Positionsvergleich zu festen Objekten (den Referenzpunkten) klein bleibt. Da die Ortsbestimmung dem bewegten Objekt zügig folgt, kann sie fast als Messung der Bewegung angesehen werden.
Echtzeit-Ortungen gibt es auch in der Astronomie, etwa bei der raschen Lokalisierung von Gammablitzen, um andere Teleskope automatisch auf diese Himmelsposition zu richten, oder bei der Bahnbestimmung sehr erdnaher Asteroiden.

## Echtzeit-Systeme
Besteht die Aufgabenstellung nicht nur aus einer Off-line-Anfrage, also nicht an Antwortzeiten gebundenen Suchanfrage, sondern verschärft aus einer On-line-Suchanfrage mit der Erwartung der Antwort innerhalb einer kurzen Bearbeitungsdauer (Totzeit, Antwortzeit), handelt es sich bei der Aufgabe um die Klasse der Echtzeit-Lokalisierung und bei den geeigneten Unterstützungssystemen um Echtzeit-Lokalisierungssysteme. Diese sind definiert in internationalen Standards, wie aus dem Gremium ISO/IEC JTC1/SC31 mit dem Diskussionsvorschlag ISO/IEC FDIS 19762-5. Solch ein RTLS (Real-Time Locating System) nach der Definition des Joint Technical Committee wird auf der angegebenen Webseite behandelt. RTLS ist eine Kombination aus speziellen Funk-Komponenten mit einer für die Verwendung in Echtzeit (real-time) tauglichen Software, mit deren Hilfe über eine mehrfach wiederholte Laufzeitmessung die Orte von Objekten, Fahrzeugen oder Personen kontinuierlich bestimmt werden. Einzelne Ausprägungen solcher Systeme sind ebenfalls standardisiert in ISO/IEC 24730-1 ff.

### Satelliten-Ortung
Technisch ist die Benutzung eines Geräts zur Satelliten-Ortung (z. B. GPS) in Verbindung mit einem Mobilfunk-Telefon (GSM) auch eine Methode der Echtzeit-Lokalisierung. Aufgrund eines Beschlusses des Normengremiums wurde die ursprünglich als ISO/IEC 24730-4 vorgesehene Normung des GPS-Systems aus der Planung dieses Gremiums ohne weitere Quellenhinweise gelöscht. Damit ist diese Kombination (GPS mit GSM) formal kein RTLS-Verfahren nach ISO 19762-5.

### Mobilfunkortung
Technisch wird das Einbuchen eines Mobiltelefons bei einer Basisstation für die Ortsbestimmung genutzt. Durch Erkennen von Richtung und Abstand kann ein Ort in Polarkoordinaten bezogen auf die Basisstation durch solche GSM-Ortung bestimmt werden. Die Auflösung der Auswertung ist von der Güte der Messmittel abhängig. In der Regel ist selbst bei dichter Besetzung eines städtischen Gebiets mit Basisstationen keine bessere Auflösung als mit Fehlern von ±30m möglich. In ländlichen Regionen ist die Auflösung noch gröber.

### Informationelle Selbstbestimmung
Die Informationelle Selbstbestimmung kollidiert im Allgemeinen mit der Verwendung und der Akzeptanz von Systemen zur Ortsbestimmung.
Jedes RTLS-Verfahren nach ISO/IEC 19762-5 ist immer an eine feste Einrichtung und an die willentliche Mitnahme eines RTLS-Kennzeichens gebunden. Allerdings muss der Teilnehmer in einer Systemnutzung zur Echtzeit-Lokalisierung ausdrücklich und individuell sein Einverständnis erklären, um die Rechtmäßigkeit der Anwendung zu sichern. Daher ist für den legalen Einsatz von technischen Lösungen die ausdrückliche Zustimmung der Beteiligten zwingend erforderlich.
In einigen Publikationen wird RTLS (nach ISO/IEC 19762-5) mit RFID (nach ISO/IEC 19762-3) gleichgesetzt, was technisch nicht zutrifft. Allerdings sind Funktionen der radiofrequenten Identifikation (RFID) eine Teilmenge der Funktionen der Echtzeit-Lokalisierung (RTLS). In werblichen Aussagen wird zum Teil zwischen Systemen für RTLS und Lösungen mit RFID nicht klar getrennt. Jedes RFID-Verfahren mit Merkmalen einer Ortsbestimmung ist immer an eine ortsfeste Einrichtung und an die willentliche Mitnahme eines RFID-Kennzeichens gebunden.
Es ist möglich, Objekte zu lokalisieren und von dem Ort der Objekte auf den Ort zu schließen, an dem sich deren Träger oder Benutzer befindet. Das trifft beispielsweise für Mobiltelefone zu. Das Verfahren heißt GSM-Ortung oder Zellnetzortung. Es handelt sich dabei nicht um ein RTLS-Verfahren nach ISO/IEC 19762-5.
Eine so genannte Vorratsdatenspeicherung der deutschen Innenministerien erfüllt formal die Verletzung des Grundrechts der informationellen Selbstbestimmung. Durch Rechtsprechung der Bundesgerichte in 1983 und zuletzt 2006 wurde geklärt, dass mindestens nachträglich und zeitnah der Betroffene informiert werden muss. Das betrifft auch jede Ortsfeststellung, gleich mit welchen technischen Hilfsmitteln. Es handelt sich dabei jedoch generell nicht um ein RTLS-Verfahren nach ISO/IEC 19762-5. Dieses Verfahren ist immer an eine feste Einrichtung und an die willentliche Mitnahme eines RTLS-Kennzeichens gebunden.

### Kennzeichen in Personalausweis und Reisepass
Die in neuen deutschen Personalausweisen und Reisepässen verwendeten FRFID-Kennzeichen sind mit den zulässigen Sendefeldstärken nur im Nahbereich zu lesen und unterstützen daher keine RTLS-Lokalisierung in Echtzeit.

## Echtzeit-Indoor-Lokalisierung
Da eine zuverlässige Ortung mittels GPS in Innenräumen nicht möglich ist, kommen zu diesem Zweck andere Technologien zum Einsatz. Zu den gängigsten Ortungstechnologien zur Indoor-Positionsbestimmung gehören Bluetooth Low Energy (BLE) Beacons, WLAN und Ultra-wideband (UWB). Mit diesen Technologien ist im Gegensatz zur Positionsbestimmung mit GPS auch eine Bestimmung des aktuellen Stockwerks innerhalb eines Gebäudes möglich.
Auf Basis der Positionsbestimmung in Innenräumen können verschiedene Anwendungen realisiert werden. Besonders bekannt ist die Indoor-Navigation, welche vor allem in großen Gebäuden wie Flughäfen, Bahnhöfen, Shoppingzentren und Campusarealen zum Einsatz kommt. Auch das Tracken von Assets und Personen ist möglich und wird vermehrt von Unternehmen eingesetzt. So können zum Beispiel Waren in Lagerhallen mit Omlox geortet und Besucherströme in Gebäuden analysiert werden.